# Fåglarnas uppkomst och utveckling
De flesta samtida forskare anser att dagens fåglar utvecklats ur de små köttätande dinosaurierna Coelurosaurier. Det finns ett antal bevis som stöder denna hypotes; flera likheter i skelettets morfologi, fossil av dinosaurier med fjädrar, ekologiska likheter och likheter i proteinsekvensen. Föreställningen att dinosaurier och fåglar är nära besläktade har varit den ledande teorin sedan John Ostrom beskrev den fågelliknande dinosaurien Deinonychus. Teorin har fått mer bäring genom upptäckten av befjädrade dinosaurier under 1990-talet och framåt. Det finns forskare som ifrågasätter att dinosaurierna är förfäder till fåglarna, och istället anser att fåglar härstammar från någon annan grupp med Archosaurier. 

## Tidiga teorier
1861 upptäckte forskare i Tyskland fossil av den befjädrade Archaeopteryx, som blev känd som "Urfågeln". 1868 presenterade Thomas Henry Huxley en teori om att fåglarna utvecklats ur köttätande dinosaurier, sedan han noterat att Archaeopteryx hade flera likheter med den lilla dinosaurien Compsognathus. Några höll med Huxley, medan andra forskare ansåg att likheterna i anatomin hos dinosaurier och fåglar var resultat av konvergent evolution. Robert Broom (1913) förespråkade istället, efter upptäckten av Euparkeria, att fåglar istället härstammade från en okänd typ av Archaosaurie. Denna syn fortsatte att förespråkas under kommande årtionden.

## Släktskap med dinosaurier

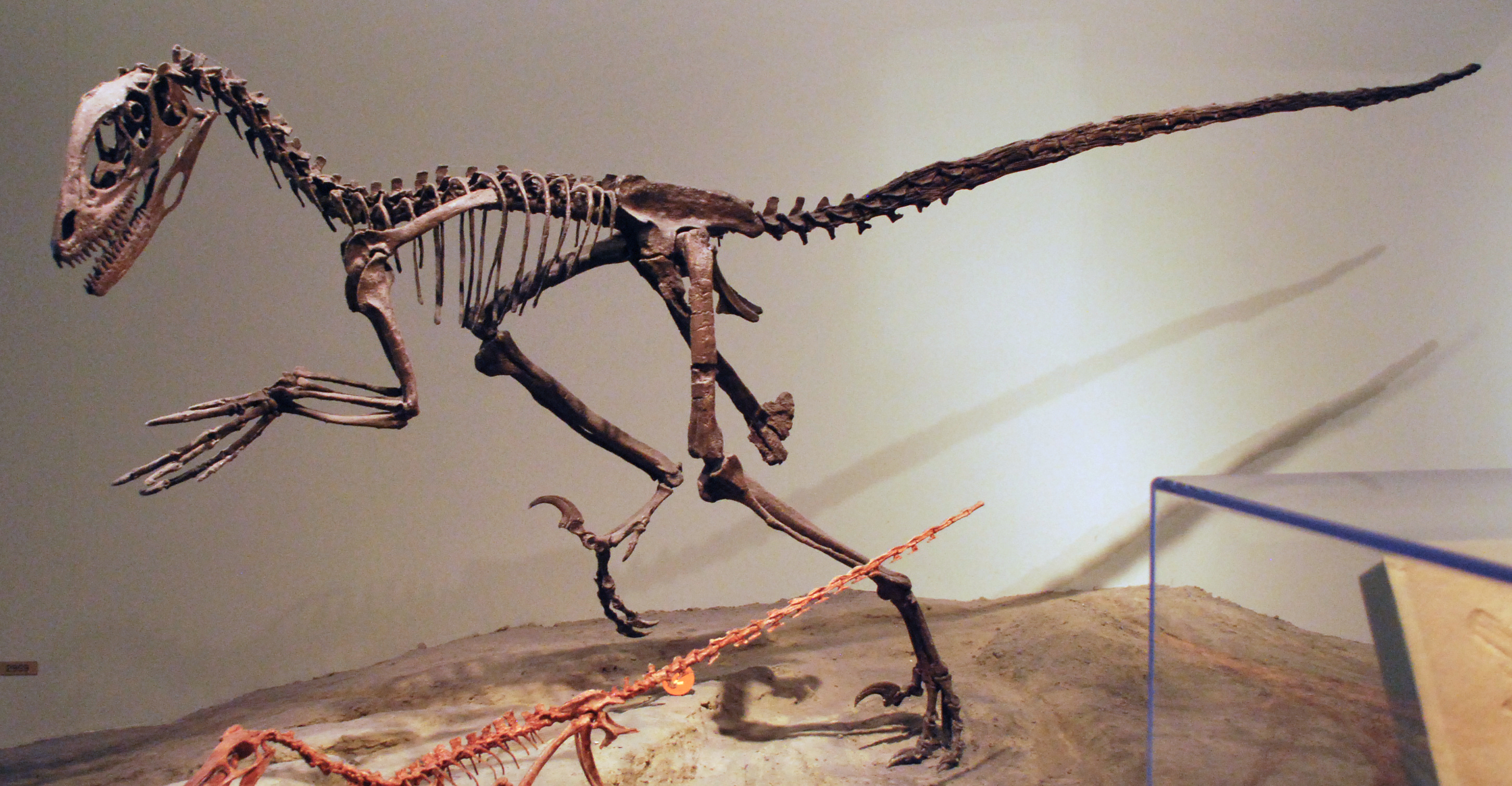
Deinonychus-skelett.

Teorin att fåglar och dinosaurier skulle vara besläktade med varandra började allt mer accepteras av forskare under 1960-talet, då John Ostrom beskrev dinosaurien Deinonychus. Ostrom såg flera likheter i skelettet hos Deinonychus och Archaeopteryx. Man började också diskutera huruvida dinosaurierna var varmblodiga, sociala och aktiva i levnadssättet, vilket helt ändrade synen på dessa djur. 

### Morfologi och anatomi

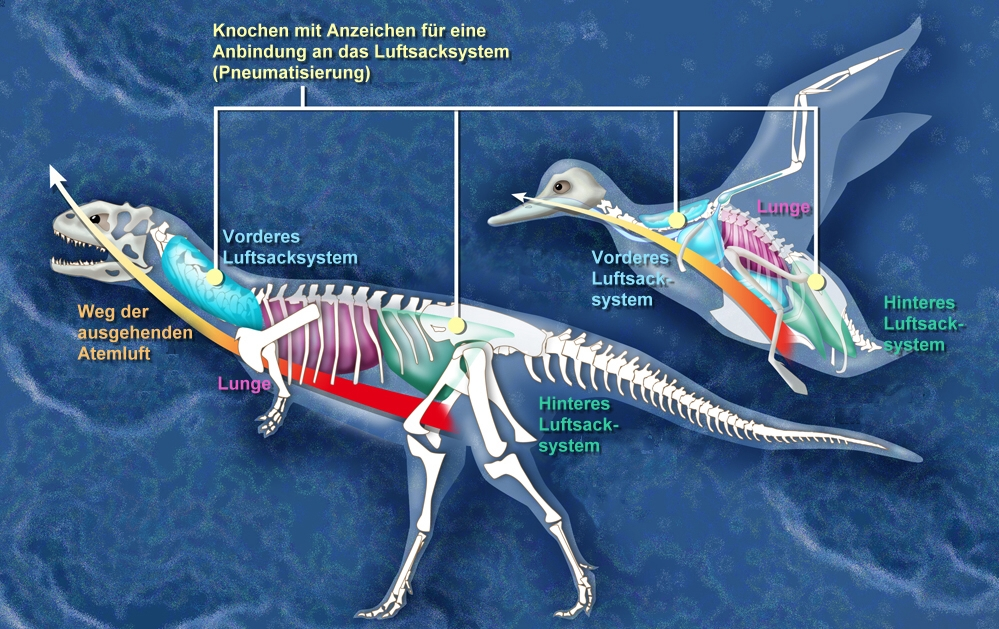
Diagram över luftsäckarna hos en fågel, och rekonstruktion av hur de kan ha varit hos abelisauriden Majungasaurus.

Skelettet hos theropoder och fåglar delar över 120 olika karaktärsdrag. vilket också har tolkats som starka bevis för ett släktskap mellan grupperna. Bland annat har de lätta skelett med ihåliga ben, sammanvuxna nyckelben (önskeben, även kallat Furcula) och halvmånformade handledsben. Det finns även forskning som indikerar att vissa dinosaurier hade ett respirationsystem med flera par luftsäckar, liknande det som finns hos fåglar.

### Molekylärbiologiska likheter
Under början av 2000-talet har forskare funnit flera dinosaurieben som innehållit vävnad som skulle kunna innehålla proteiner. Den 13 april 2007 presenterades en artikel i Science om ett forskarlag som lyckats få fram bevarat kollagen ur ett skelett av Tyrannosaurus rex. Genom att jämföra proteinsekvenserna hos Tyrannosaurus med olika nu levande djur, kom forskarna fram till att Tyrannosaurus proteinsekvenser hade ungefär 58 % likhet med hönor, och 51 % likhet med salamandrar. Detta har tolkats som ytterligare bevis för ett nära släktskap mellan dinosaurier och fåglar. Rapporter om proteinsekvenser har också kommit från Hadrosauriden Brachylophosaurus.

### Befjädrade dinosaurier

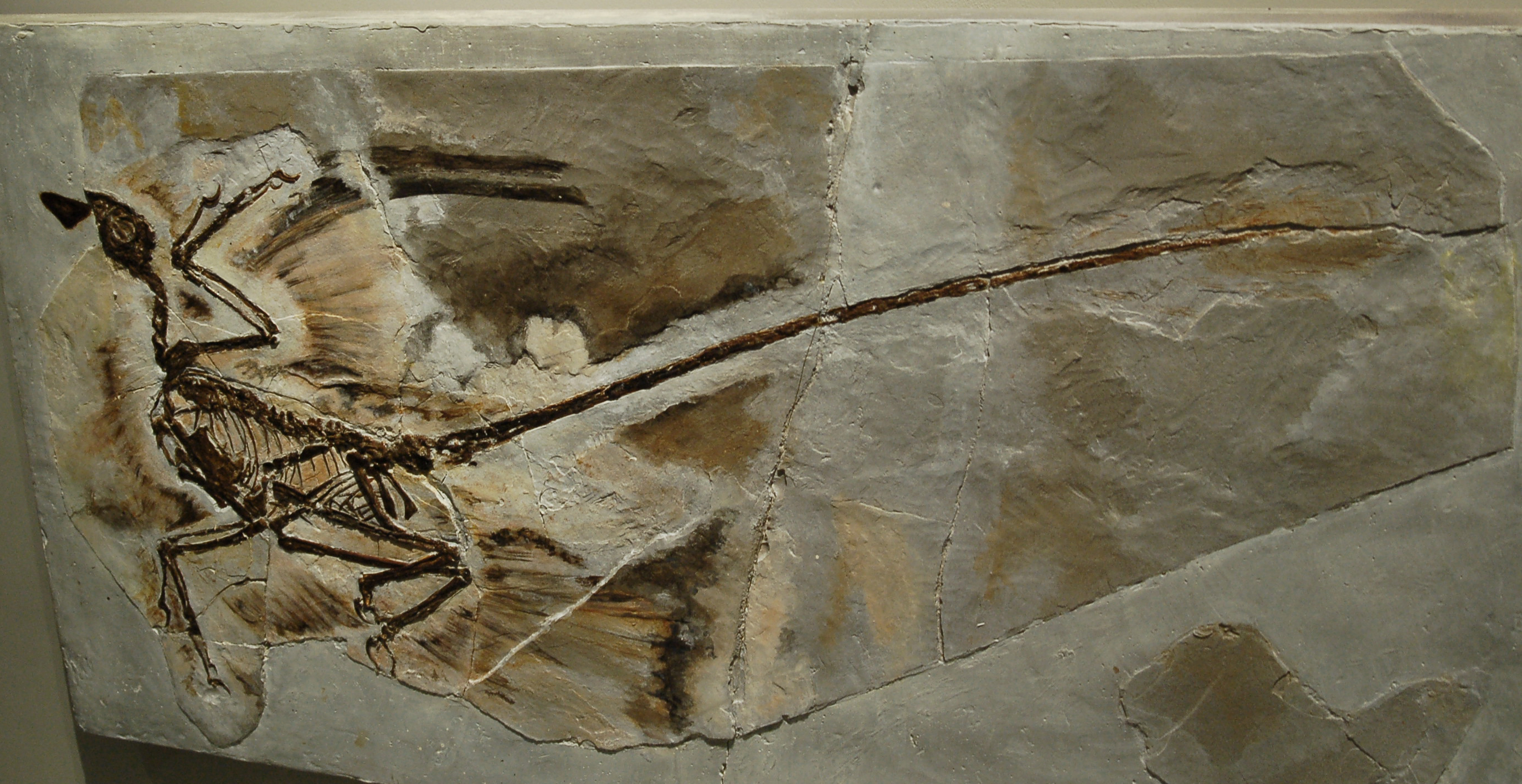
Microraptor, med tydliga fjäderavtryck bevarade.

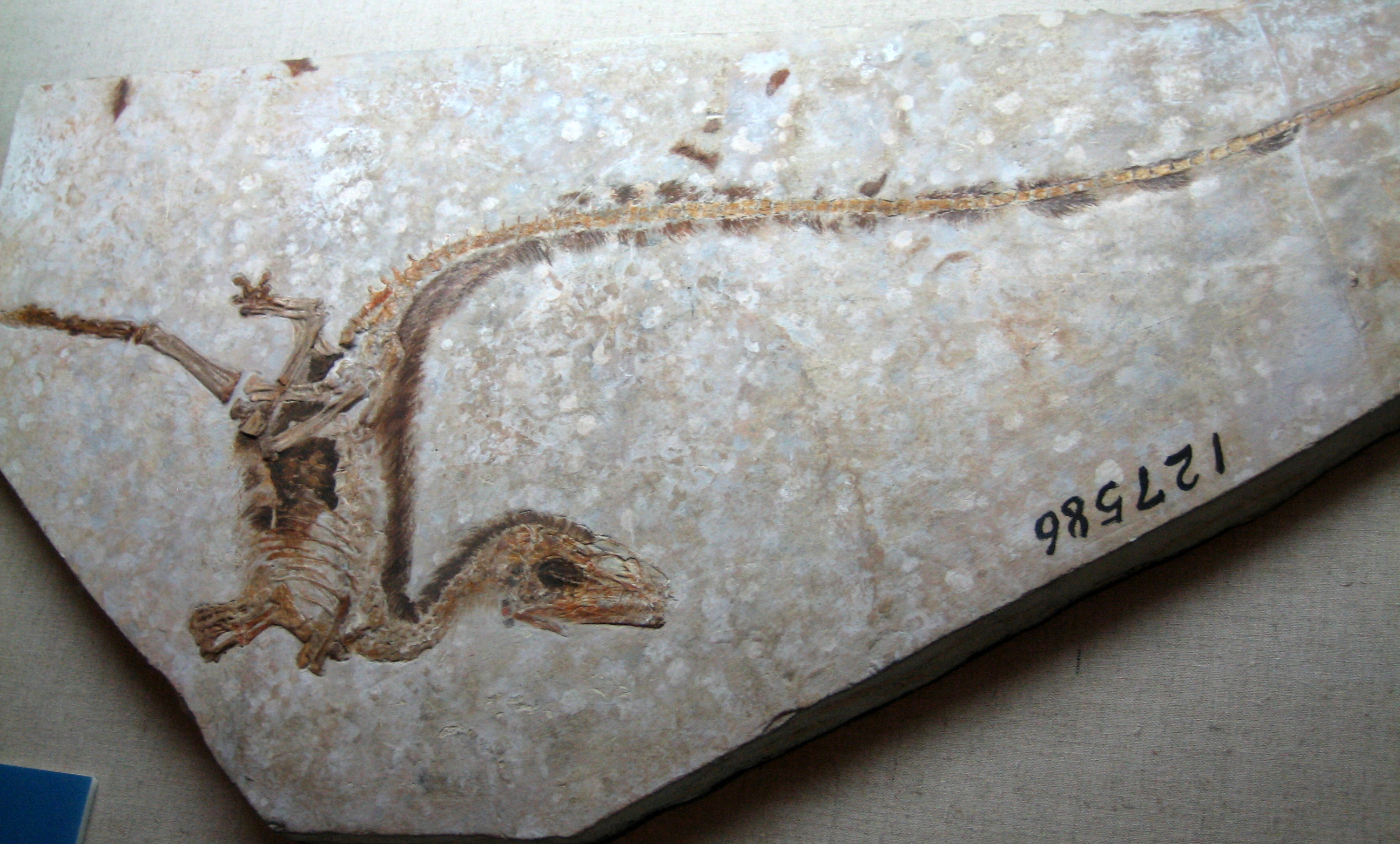
Fossil Sinosauropteryx.

Ett av de mer populära bevisen för ett släktskap mellan fåglar och dinosaurier brukar vara fossil efter dinosaurier med fjädrar. Fram till idag har man hittat bevis för att många familjer med coelurosaurier var befjädrade i någon form och utsträckning. De flesta fossil efter befjädrade dinosaurier kommer från Liaoning, nordöstra Kina. En av de första befjädrade dinosaurierna från området var Sinosauropteryx (Ji, 1996). Andra släkten kända från området är bland annat Protarchaeopteryx (Ji, 1997), Sinornithosaurus (Wang, Xu & Wu, 1999), Beipiaosaurus (Wang, Xu & Tang, 1999), Microraptor (Xu et.al, 2000) och Dilong (Xu, 2004). 
Några forskare har ifrågasatt påståenden om befjädrade dinosaurier, och har istället hävdat att det som beskrivits som fossiliserade fjädrar egentligen är förruttnade rester av kollagen eller muskelfilament. Ytterligare andra forskare är skeptiska till detta påstående, och anser att melanosomer bevarade i fossil av en Sinosauropteryx bevisar att det är fjädrar.

## Uppkomsten av flygförmåga

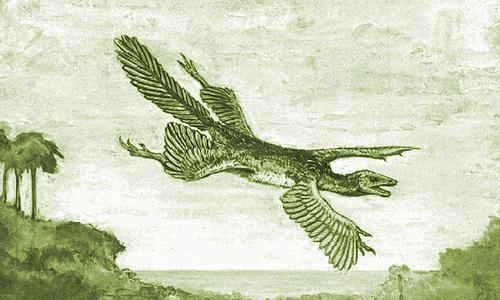
Tetrapteryx ("Fyra vingar"), en hypotetisk felande länk mellan kräldjur och fågel.

Det finns två ledande teorier om hur flygförmågan hos fåglar skulle ha utvecklats. "Ner från träden"-teorin beskriver hur fåglarna utvecklats ur små befjädrade kräldjur som levde i träden och hoppade ut i luften och glidflög med frambenen. William Beebe föreslog 1915 att denna utveckling genomgick någon form av stadium där djuret använde både framben och bakben för att glidflyga, ett slags Tetrapteryx ("Fyra vingar"). Den andra teorin, "Upp från marken", beskriver hur fåglar utvecklades ur ett kräldjur som gick på två ben, och höll ut sina fjäderklädda framben för att hålla balansen när den sprang, och att flygförmåga utvecklades ur detta.
Det har länge diskuterats huruvida den äldsta kända fågeln, Archaeopteryx, var en effektiv flygare. En del fakta tyder på att den var en dålig flygare. Dess fjädrar hade väldigt tunn spole, och det anses att fjädrarna skulle brytas av om Archaeopteryx försökte flaxa (Dyke & Nudds, 2010). Bröstbenet är svagt utvecklat jämfört med moderna fåglar, och axelledens konstruktion, tyder på att Archaeopteryx inte kunde höja vingarna ovanför ryggen, vilket gav svaga möjligheter att flaxa. Andra egenskaper tyder på att Archaeopteryx var en relativt god flygare; Röntgenfotografering av kraniet har visat att hjärnan och balansorganet (båggångarna) i innerörat var konstruerat som nu levande flygande fåglar, vilket antyder god flygförmåga. Dess fjädrar var också mycket asymmetriska, vilket är typiskt för flygande fåglar.
Det har också diskuterats om vissa dinosaurier kunde flyga, eller glidflyga, i någon utsträckning. Hittills har det inte säkert kunnat fastställas någon sådan, men det har diskuterats om vissa Dromaeosaurider, bland dem Cryptovolans och Rahonavis, skulle ha kunnat det.

## Alternativa teorier
Även om majoriteten av forskare stöder tanken att fåglar är dinosaurier, så har ett mindre antal forskare länge varit emot denna teori (Feduccia 1996, Feduccia 2003, Martin 2000, Dodson 2001 och Ruben & Quick 2009), och istället föreslagit att fåglar kommer ur en okänd typ av archosaurier, och kanske är en systertaxon till dinosaurierna. Feduccia och Martin (1997) har föreslagit att Crocodylomorpherna är fåglarnas förfäder.
Det som beskrivits som befjädrade dinosaurier har också föreslagits vara primitiva fåglar som förlorat flygförmågan. Martin (2004) föreslog att alla Maniraptorer, inklusive Dromaeosauridae, inte är dinosaurier, utan primitiva fåglar som förlorat flygförmågan. Martin anser det mer troligt att dessa härstammade från en okänd grupp med Archosaurier, kanske besläktade med dinosaurierna. Ruben (2010) föreslog också att Dromaeosaurider inte var dinosaurier, utan primitiva fåglar, som inte härstammade från en dinosaurieförfader.

## Källhänvisningar
1. ↑  Seeley, Harry G. (1901). Dragons of the Air: An Account of Extinct Flying Reptiles. London: Methuen & Co. sid. 239pp
2. ↑  Ostrom, John H. (2 mars 1969). ”Osteology of Deinonychus antirrhopus, an unusual theropod from the Lower Cretaceous of Montana”. Peabody Museum of Natural History Bulletin "30":  ss. 1–165.
3. ↑  www.dinosaur-world.com: Atrociraptor marshalli Arkiverad 8 april 2009 hämtat från the Wayback Machine..
4. ↑  Senter, P. and Robins, J.H. (2005). "Range of motion in the forelimb of the theropod dinosaur Acrocanthosaurus atokensis, and implications for predatory behaviour." Journal of Zoology, London, 266: 307–318.
5. ↑  O'Connor, Patrick M. (2 mars 2006). ”Basic avian pulmonary design and flow-through ventilation in non-avian theropod dinosaurs”. Nature "436" (7048):  ss. 253–256. doi:10.1038/nature03716. PMID 16015329.
6. ↑  BBC News:"Dinosaurs breathed like penguins", 7-11-2007.
7. ↑  Analyses of soft tissue from Tyrannosaurus rex suggest the presence of protein", Science 316, nr.5822 (2007), sid. 277-280.
8. ↑  Schweitzer M.H, Asara M.J, Horner J.R. et.al, "Protein Sequences from Mastodon and Tyrannosaurus rex Revealed by Mass Spetrometry", Science 316, nr 5822 (13 April 2007), sid. 280-285.
9. ↑  Schweitzer, M. H. (2 mars 2009). ”Biomolecular Characterization and Protein Sequences of the Campanian Hadrosaur B. canadensis”. Science "324" (5927):  ss. 626–631. doi:10.1126/science.1165069. PMID 19407199.
10. ↑  "Do feathered dinosaurs exist? Testing the hypothesis on neontological and paleontological evidence", Journal of Morphology 266:2 (10 Oktober 2005), sid 125-166.
11. ↑  (Martin, 1997)
12. ↑  Wang X, Lingham-Soilar T & Feduccia A, "A new Chinese specimen indicates that 'protofeathers' in the Early Cretaceous theropod dinosaur Sinosauropteryx are degrade collagen fibres", Proceedings of the Royal Society, 2007.
13. ↑  Benton M.J, Xu X, Kearns S.L et.al, "Fossilized mellanosomes and the colour of Cretaceous dinosaurs and birds", Nature vol.463 (25 februari 2010), sid. 1075-1078.
14. ↑  ScienceNow: "The Lost World, Now in Color" Arkiverad 13 augusti 2010 hämtat från the Wayback Machine., 27-01-2010.
15. ↑  Shipman P, "Birds Do It... Did Dinosaurs?", New Scientist vol. 153, (1 Februari 1997) sid. 26-31.
16. ↑  Beebe C.W, "A Tetrapteryx Stage in the Ancestry of Birds", Zoologica, New York, 1915.
17. ↑  Dyke G.J & Nudds R. L, "Narrow Primary Feather Rachises in Archaeopteryx and Confuciusornis Suggest Poor Flight Ability", Science 328 (14 Maj 2010), sid. 887-889.
18. ↑  ScienceDaily: "Prehistoric Birds Were Poor Flyers, Research Shows", 26-05-2010.
19. ↑  Senter P, "Scapular orientation in theropods and basal birds and the origin of flapping flight", Acta Palaeontologica Polonica, 51:2, sid 305-313.
20. ↑  Ketcham R.A, Alonso P.D et.al, "The avian nature of the brain and inner ear of Archaeopteryx", Nature, vol. 430 (5 Augusti 2004), sid. 666-669.
21. ↑  Turner, Alan H.; Pol, Diego; Clarke, Julia A.; Erickson, Gregory M.; and Norell, Mark. (2007). "A basal dromaeosaurid and size evolution preceding avian flight." Science, 317: 1378-1381. doi:10.1126/science.1144066
22. ↑  Feduccia, A. 1996. The Origin and Evolution of Birds, New Haven: Yale University Press. ISBN 0-300-06460-8.
23. ↑  Ruben J, "Paleobiology and the origins of avian flight", Proceedings of the National Academy of Sciences, (2010).